# أوشيجر (قبردينو - بلقاريا)
أوشيجر (بالروسية: Аушигер) هي مدينة في جمهورية قبردينو - بلقاريا في روسيا.